# Ariane Krampe
Ariane Krampe (née en 1961 à Hagen) est une productrice de cinéma et de télévision.

## Biographie
Ariane Krampe étudie le droit, et pendant ses études, elle travaille déjà comme pigiste pour des radios privées (1984 à 1986 pour Radio RPR, UFA Radio et Bayerischer Rundfunk), pour le Süddeutsche Zeitung (1984 à 1987) et Bavaria Film GmbH (1987 à 1990). Déjà pendant ses études, elle se concentre sur le droit des médias et du droit d'auteur et est admise au barreau en 1991.
De 1991 à 1994, elle travaille comme productrice chez Bavaria Film GmbH et de 1994 à 1998 chez UFA Fernsehproduktion GmbH. Au cours de cette période, elle produit, entre autres, un certain nombre d'épisodes de la série ARD Marienhof (épisodes 1-180) et Verbotene Liebe (épisodes 1-250), quelques adaptations de Rosamunde Pilcher pour ZDF et un total de 50 épisodes de la série policière Soko.
En septembre 1998, la société de production cinématographique et télévisuelle TeamWorx (de) est fondée par Ariane Krampe, le producteur et réalisateur Nico Hofmann (de) et Wolf Bauer.
Après la fusion de teamWorx, Phoenix Film et UFA Fernsehproduktion pour former UFA FICTION, Ariane Krampe rejoint Michael Souvignier à la direction de Zeitsprung Pictures GmbH le 1er octobre 2013 et poursuit sa carrière au sein d'une filiale munichoise indépendante.
Depuis avril 2015, la productrice est indépendante avec sa propre société "Ariane Krampe Filmproduktion" à Grünwald, près de Munich. Ariane Krampe Filmproduktion fait partie du groupe de sociétés Beta Film détenu par le producteur et licencié Jan Mojto.

## Filmographie sélective
Cinéma
- 2010 : Hanni et Nanni
- 2012 : On voulait prendre la mer

Téléfilms
- 2000 : Der Kuss meiner Schwester
- 2001 : Le Tunnel
- 2001 : Der Tanz mit dem Teufel
- 2004 : Rencontre magique
- 2005 : Un koala, mon papa et moi
- 2005 : Airlift - Seul le ciel était libre
- 2006 : Un amour d'otarie (de)
- 2006 : L'Amour au galop (de)
- 2006 : Tornade - L'alerte
- 2006 : Die Mauer – Berlin '61
- 2006 : Mère pour la vie ! (de)
- 2007 : Troie, la cité du trésor perdu
- 2007 : Quand l'amour vous joue des tours
- 2007 : 24 heures pour s'aimer (de)
- 2008 : Aventures en Afrique
- 2009 : L'amour est dans le jardin
- 2011 : Der kalte Himmel
- 2011 : Romance à Paris
- 2011 : Im falschen Leben
- 2012 : Munich 72 : L'Attentat
- 2012 : Rommel, le guerrier d'Hitler
- 2013 : Journal intime d'un prince charmant
- 2013 : Ein Sommer in Amalfi
- 2014 : Julia, libre avant tout
- 2014 : Des voisins trop parfaits
- 2014 : Ein Sommer in Island
- 2015 : Der Fall Barschel
- 2015 : Un été à Barcelone
- 2016 : Un été à Lanzarote
- 2016 : Ein Sommer in Südfrankreich
- 2016 : Au secours, on est déconnectés ! (de)
- 2018 : Ein Sommer auf Mallorca
- 2020 : Ein Sommer auf Mykonos
- 2022 : Ein Sommer in der Bretagne
- 2022 : McLenBurger - 100% Heimat

Séries télévisées
- 1992-1995 : Marienhof (18 épisodes)
- 1995 : Verbotene Liebe (155 épisodes)
- 2007 : Verrückt nach Clara (4 épisodes)
- 2009-2012 : Klinik am Alex (27 épisodes)
- 2012-2013 : Heiter bis tödlich: Fuchs und Gans (16 épisodes)